# Fonte Ostiense
Fonte Ostiense è la ventiquattresima zona di Roma nell'Agro romano, indicata con Z. XXIV.
Il toponimo della zona è preso dalla presenza di una sorgente di acqua acidula presso la via Ostiense.

## Geografia fisica

### Territorio
Si trova nell'area sud della città, a ridosso ed internamente al Grande Raccordo Anulare, fra la via Cristoforo Colombo ad ovest e via Laurentina ad est.
Si sviluppa occupando prevalentemente tre fondovalli: da nord a sud il Fosso del Ciuccio, il Fosso dell'Acqua Acetosa e il Fosso del Vallerano. I primi due raggiungono il Vallerano dopo località "il Castellaccio" (dopo la via Colombo, nel Torrino), qualche centinaio di metri prima che questi affluisca nel Tevere.
Il primo fosso, fortemente urbanizzato, costituisce l'asse attorno al quale si sviluppa l'anello viario del Laurentino 38. È parzialmente attrezzato per il tempo libero.
Nel secondo fosso l'uso del territorio è vario, essendo presenti aree residenziali e altre destinate all'agricoltura. La sua particolarità deriva dalla presenza nella zona orientale della "zona archeologica dell'Acqua Acetosa Ostiense" e, al bordo sud-orientale, della sorgente di acqua minerale San Paolo.
Il terzo fosso ha i caratteri di una valle agricola, e ha mantenuto omogeneo l'aspetto assunto dopo la bonifica idraulica effettuata negli anni trenta del XX secolo.
La zona confina:
- a nord con il quartiere Q. XXXII Europa[2]
- a est con il quartiere Q. XXXI Giuliano-Dalmata[3]
- a sud con la zona Z. XXV Vallerano[4]
- a ovest con la zona Z. XXVII Torrino[5]

## Monumenti e luoghi d'interesse

### Architetture civili
- Casali di San Sisto, su via dei Casali di San Sisto. Casale del XVII secolo. 41.804316°N 12.477062°E
- Ex scuola elementare mista Francesco Guardabassi, su via di Acqua Acetosa Ostiense. Edificio del XX secolo (1934). 41.801051°N 12.479703°E

Edificio in stile barocchetto adibito a sede del Corpo di Polizia Municipale Comando U.O. IX Gruppo Eur.
- Centro culturale Elsa Morante, su piazzale Elsa Morante. Edificio del XXI secolo (2005-10). 41.812496°N 12.46885°E

Progetto dell'architetto Luciano Cupelloni.

### Architetture religiose
- Chiesa dei S.S. Domenico e Sisto, su via Camus (colle Parnaso). Chiesa sconsacrata di inizio XX secolo. 41.8067°N 12.466076°E
- Chiesa di San Mauro abate, su via Francesco Sapori. Chiesa del XX secolo (1980). 41.812451°N 12.48412°E

Parrocchia eretta il 1º novembre 1980 con il decreto del cardinale vicario Ugo Poletti "Il sommo pontefice".
- Chiesa dello Spirito Santo alla Ferratella, su via Rocco Scotellaro. Chiesa del XX secolo (1980). 41.817869°N 12.473433°E

Parrocchia eretta il 1º dicembre 1981 con il decreto del cardinale vicario Ugo Poletti "Sua Santità" ed affidata ai sacerdoti dell'Istituto della carità di Antonio Rosmini. Il 28 giugno 1988 papa Giovanni Paolo II ha istituito il titolo cardinalizio intitolato a questa chiesa.

### Siti archeologici
- Abitato protostorico di Acqua Acetosa, su via dei Casali di San Sisto. Abitato del XII-X secolo a.C. e necropoli dell'VIII-VI secolo a.C.[7]. 41.80606°N 12.477945°E

### Aree naturali
- Riserva naturale Laurentino-Acqua Acetosa. 41.80807°N 12.467098°E
- Parco Eros Corizza, da via Corrado Govoni e via Michele Saponaro. 41.81515°N 12.472792°E
- Parchetto Eur Ferratella, da via Elio Vittorini. 41.818113°N 12.469652°E

## Cultura

### Scuole
- Istituto Comprensivo Statale “Domenico Bernardini” (ex via Laurentina 710), su via Laurentina. L'istituto comprende tre scuole.
  - Plesso Antonio Gramsci (scuola primaria), su via Laurentina.
  - Plesso Ada Tagliacozzo (scuola primaria), su via Carlo Emilio Gadda.
  - plesso Paola Sarro, (scuola secondaria di primo grado), su via Carlo Emilio Gadda.
- Istituto Comprensivo statale “L.go Dino Buzzati" (scuola dell’infanzia, scuola primaria, scuola secondaria di primo grado), su largo Dino Buzzati.
- A.N.A.P.I.A. (Centro di Formazione Professionale).
- Istituto alberghiero "Elsa Morante".
- Centro di Formazione Professionale Capodarco.
- Istituto Paritario "Renato Cartesio".

## Geografia antropica

### Urbanistica
Fonte Ostiense non ha un tessuto urbano omogeneo, ospitando diverse compagini territoriali, quali zone residenziali e commerciali, campi agricoli, incolti, aree protette di interesse naturalistico e archeologico.
Nel territorio di Fonte Ostiense si estende la zona urbanistica 12D Laurentino.

### Suddivisioni storiche

#### Ferratella
La Ferratella è l'area settentrionale della zona, distinta da palazzi e da palazzine signorili progettate negli anni settanta del XX secolo, costruita sul territorio di una tenuta di proprietà dei principi Borghese. Corrisponde al Piano di Zona 37.
Il nome è legato a due casali tra loro collegati, "Casa Ferratella" e "Casa Ferrata", visibili sulla Mappa del 1500 di Eufrosino della Volpaia.
Il nome "Casaferratella" si trova per la prima volta in un documento di vendita del capitolo di S. Nicola in Carcere. Nel 1853 appartiene al Conte Cardelli e viene utilizzata come pascipascolo. È presente una sorgente di acqua minerale. Nel primo quinquennio fascista la tenuta, di 139 ettari, apparteneva al signor Paolo Giuliani.
Casa Ferrata inizialmente era costituita solo da una torre militare medievale, chiamata "Castellaccio di Casa Ferrata", posta a controllo del territorio confinante con l'antica via Ostiense. Se ne ha una prima notizia nel 905, quando papa Sergio III la confermò al Monastero di San Sisto. Poi nel Seicento fu affittata ai Colonna. Alla costruzione, protetta da un fossato, nel XII secolo fu aggiunto un rinforzo con muratura a scarpa e venne edificato un caseggiato. Nel XIV secolo venne aggiunto un altro fabbricato e tutto il versante del pianoro occidentale antistante venne recintato. Venne definitivamente abbandonato alla fine del XVI secolo e oggi non ne rimane nulla.

#### Laurentino 38
Il Laurentino 38 occupa un'area più a sud della Ferratella. Prende il nome dalla via Laurentina e dal numero del Piano di Zona. Di proprietà dei Torlonia, la zona è stata espropriata nel 1975 per divenire oggetto di un intervento di edilizia popolare, conosciuto più comunemente come I Ponti, essendo costituito da un anello viario (via Ignazio Silone e via Marinetti) che si sviluppa attorno al Fosso del Ciuccio (via Carlo Emilio Gadda, la quale non fa tuttavia parte del progetto di edilizia popolare) caratterizzato dalla presenza di 11 ponti, a destinazione residenziale e commerciale, sulla falsariga di quanto già sperimentato nel Nord Europa. Più che il fallimento dell’idea progettuale, vi è stato quello della sua gestione e realizzazione. L’abbandono nel quale le istituzioni lasciarono il quartiere e i suoi 25 000 abitanti e la mancanza di servizi sociali sono stati la caratteristica principale da quando il Laurentino 38 sorse. E proprio a causa del degrado progressivo del quartiere, nel 2006 gli ultimi 3 ponti sono stati abbattuti come da progetto di "bonifica urbana". È del 2010 la proposta di abbattere il V e il VI ponte. Le riprese dei film Il piccolo diavolo e Il mostro, entrambi di Roberto Benigni, hanno avuto luogo nella zona del Laurentino 38, soprattutto in via Ignazio Silone. Anni prima era stato già usata come location per alcune scene dei film Il minestrone (1981) di Sergio Citti, I fichissimi (1981) di Carlo Vanzina e Colpire al cuore (1983) di Gianni Amelio. Curiosamente, in questi ultimi due film il complesso edilizio si trovava (nella finzione filmica) nella periferia milanese. Nel 2018 è la location del film giallo indipendente "L38: The face of evil" del regista Stefano Torrini che ha scelto diversi abitanti del quartiere come attori, attrici e comparse. Nel 2022 è una delle location scelte per il film Siccità di Paolo Virzì. A partire dai primi anni 2000 la zona ha subito importanti interventi di riqualificazione, ed è attualmente, grazie alla presenza di un mercato e di un grande centro commerciale, una delle aree a maggior vocazione commerciale di Roma sud,  uscendo negli anni dal degrado del periodo in cui era stata costruita.

#### Acqua Acetosa Ostiense
Il nome di "Fonte Ostiense" è dovuto alla presenza di una fonte d'acqua minerale sulfurea, originante dal fosso dell'Acqua Acetosa (o Acquacetosa o Acqua Cetosa), altrimenti detta Acqua Acetosa Ostiense, per differenziarla da un'altra omonima nel quartiere Parioli.
Nota agli antichi romani, pare venisse utilizzata anche per scopi terapeutici. Tale acqua era venduta da ambulanti conosciuti come "Acquacetosari". Nel 1937 venne installato un impianto per la raccolta e la commercializzazione, chiamato "Fonte S. Paolo".
Probabilmente tale fonte veniva utilizzata già in epoca protostorica, poiché proprio sul pianoro prospiciente fosso e fonte dell'Acqua Acetosa si sviluppò un abitato, attualmente identificato con Tellenae. Nel 1976 il villaggio e la vicina necropoli sono stati protetti con l'istituzione della "zona archeologica" dell'Acqua Acetosa.